# Ростовский район
Росто́вский райо́н — административно-территориальная единица (район) и муниципальное образование (муниципальный район) на юго-востоке Ярославской области России.
Административный центр — город Ростов Великий, который имеет статус города областного значения и не входит в район, но является составной частью одноимённого Ростовского муниципального района.

## География
Площадь 2082 км² (8-е место среди районов области). Район граничит на севере с Гаврилов-Ямским, на западе — с Борисоглебским, на юге — с Переславским районами Ярославской области, на востоке — с Ивановской областью.
Основные реки — Которосль, Устье, Сара, Вёкса. Также на территории района расположено озеро Неро.

## История
Образован Постановлением Президиума ВЦИК от 10 июня 1929 года из части волостей Ростовского уезда в составе Ярославского округа Ивановской промышленной области. В район вошли сельсоветы: Белогостицкий, Васильковский, Вексицкий, Воржский, Воробыловский, Горецкий, Гусарниковский, Дементьевский, Захаровский, Ивашковский, Итларский, Климатинский, Козловский, Костяновский, Кустерский, Лазарцевский, Любилковский, Малитинский, Мирославский, Михайловский, Мосейцевский, Мятежевский, Никольский, Новосельский, Осницкий, Перовский, Петровский, Сабинский, Сверчковский, Сулостский, Тарасовский, Филиппогорский, Филяевский, Чепоровский, Шугорский, Шулецкий, Шурскольский. В 1935 году во вновь образованный Петровский район были переданы сельсоветы: Горецкий, Гусарниковский, Дементьевский, Захаровский, Итларский, Костяновский, Любилковский, Михайловский, Никольский, Новосельский, Осницкий, Перовский, Петровский, Тарасовский, Филяевский, Чепоровский. В 1936 году район вошёл в состав вновь образованной Ярославской области.
11 февраля 1944 года город Ростов получил статус города областного подчинения и был выведен из состава района, оставаясь при этом его центром.
В 1954 году в районе было проведено объединение некоторых сельсоветов: Шурскольский и Кустерский объединились в один Шурскольский; Шугорский, Шулецкий и Мятежевский — в Шугорский; Ивашковский и Малитинский — в Татищевский, Козловский и Белогостицкий — в Ново-Никольский; Воробыловский, Воржский и Лазарцевский — в Угодичский; Филиппогорский, Васильковский и Сверчковский — в Филиппогорский; Мосейцевский и Мирославский — в Мосейцевский; Климатинский и Вексицкий — в Климатинский. В 1958 году упразднен Филиппогорский сельсовет, населенные пункты его перечислены в состав Сулостского и Угоднчского сельсоветов
В связи с ликвидацией Петровского района на основании Указа Президиума Верховного Совета РСФСР от 22
октября 1959 года в район вошли рабочий поселок Петровское н сельсоветы: Дмитриановский, Итларский, Карашский, Любилковский, Никольский, Перовский, Фатьяновский. В 1960 году упразднен Климатинский сельсовет.
Указом Президиума Верховного Совета РСФСР от 1 февраля 1963 года образован Ростовский сельский район, в состав которого вошли бывшие Ростовский и Борисоглебский районы, а также Ильинский, Коромысловский и Ушаковский сельсоветы бывшего Гаврилов-Ямского района. Указом Президиума Верховного Совета РСФСР от 12 января 1905 г. Ростовский сельский район преобразован в Ростовский район, в состав которого по решению исполкома областного Совета от 13 января 1965 г. вошли рабочий поселок Семибратово, рабочие поселки Поречье-Рыбное и Петровское (Захар-Балинское) и следующие сельсоветы бывшего Ростовского сельского района: Дмитриановский (Лёха-Серёговский), Итларский, Карашский, Любилковский, Мосейцевский, Никольский, Ново-Никольский, Перовский, Савинский, Сулостский, Татищевский, Угодичский, Фатьяновский, Шугорский, Шурскольский. Часть территории отошла к восстановленным Борисоглебскому и Гаврилов-Ямскому районам.

## Население
| 1939    | 1959    | 1970    | 1979    | 1989    | 2002    | 2007    | 2009    | 2010    |
| ------- | ------- | ------- | ------- | ------- | ------- | ------- | ------- | ------- |
| 74 525  | ↘57 645 | ↘46 764 | ↘41 671 | ↗43 047 | ↘38 593 | ↗70 597 | ↘68 125 | ↘65 854 |
| 2011    | 2012    | 2013    | 2014    | 2015    | 2016    | 2017    | 2018    | 2019    |
| ↘65 735 | ↘65 525 | ↘65 111 | ↘64 751 | ↘64 451 | ↘64 282 | ↘64 088 | ↘63 640 | ↘62 906 |
| 2020    | 2021    |         |         |         |         |         |         |         |
| ↘62 249 | ↘59 429 |         |         |         |         |         |         |         |

### Урбанизация
Городское население (город Ростов Великий и рабочие посёлки Петровское, Ишня, Поречье-Рыбное, Семибратово) составляет 72,84 % от всего населения района.

### Национальный состав
По итогам переписи населения 2020 года проживали следующие национальности (национальности менее 0,1 % и другое, см. в сноске к строке «Другие»):
| Национальность | Численность, чел. | Доля     |
| -------------- | ----------------- | -------- |
| Русские        | 52 817            | 88,87 %  |
| Армяне         | 956               | 1,61 %   |
| Азербайджанцы  | 431               | 0,73 %   |
| Украинцы       | 364               | 0,61 %   |
| Татары         | 178               | 0,30 %   |
| Таджики        | 137               | 0,23 %   |
| Узбеки         | 94                | 0,16 %   |
| Белорусы       | 90                | 0,15 %   |
| Чеченцы        | 68                | 0,11 %   |
| Немцы          | 65                | 0,11 %   |
| Другие         | 4229              | 7,12 %   |
| Итого          | 59 429            | 100,00 % |

## Административное деление
Ростовский район как административно-территориальная единица области включает 4 рабочих посёлка (пгт) и 17 сельских округов, при этом город Ростов Великий имеет статус города областного значения и не входит в административный район.
Ростовский муниципальный район в рамках организации местного самоуправления включает 5 муниципальных образований, в том числе 1 городское поселение и 4 сельских поселения.
| Административно- территориальная единица | Административный центр | Муниципальное образование         | Административный центр | Количество населённых пунктов | Население (чел.) | Площадь (км²) |                      |                   |                            |                   |   |         |       |
| ---------------------------------------- | ---------------------- | --------------------------------- | ---------------------- | ----------------------------- | ---------------- | ------------- | -------------------- | ----------------- | -------------------------- | ----------------- | - | ------- | ----- |
| Административно- территориальная единица | Административный центр | Муниципальное образование         | Административный центр | Количество населённых пунктов | Население (чел.) | Площадь (км²) | город Ростов Великий | г. Ростов Великий | городское поселение Ростов | г. Ростов Великий | 1 | ↘27 298 | 32,01 |
| рп Ишня                                  | рп Ишня                | сельское поселение Ишня           | рп Ишня                | 57                            | ↗6928            | 294,17        |                      |                   |                            |                   |   |         |       |
| Савинский сельский округ                 | с. Марково             | сельское поселение Ишня           | рп Ишня                | 57                            | ↗6928            | 294,17        |                      |                   |                            |                   |   |         |       |
| Шугорский сельский округ                 | д. Судино              | сельское поселение Ишня           | рп Ишня                | 57                            | ↗6928            | 294,17        |                      |                   |                            |                   |   |         |       |
| Шурскольский сельский округ              | с. Шурскол             | сельское поселение Ишня           | рп Ишня                | 57                            | ↗6928            | 294,17        |                      |                   |                            |                   |   |         |       |
| рп Петровское                            | рп Петровское          | сельское поселение Петровское     | рп Петровское          | 156                           | ↘10 557          | 948,00        |                      |                   |                            |                   |   |         |       |
| Дмитриановский сельский округ            | с. Дмитриановское      | сельское поселение Петровское     | рп Петровское          | 156                           | ↘10 557          | 948,00        |                      |                   |                            |                   |   |         |       |
| Итларский сельский округ                 | с. Итларь              | сельское поселение Петровское     | рп Петровское          | 156                           | ↘10 557          | 948,00        |                      |                   |                            |                   |   |         |       |
| Любилковский сельский округ              | д. Коленово            | сельское поселение Петровское     | рп Петровское          | 156                           | ↘10 557          | 948,00        |                      |                   |                            |                   |   |         |       |
| Карашский сельский округ                 | с. Караш               | сельское поселение Петровское     | рп Петровское          | 156                           | ↘10 557          | 948,00        |                      |                   |                            |                   |   |         |       |
| Никольский сельский округ                | с. Никольское          | сельское поселение Петровское     | рп Петровское          | 156                           | ↘10 557          | 948,00        |                      |                   |                            |                   |   |         |       |
| Перовский сельский округ                 | д. Перово              | сельское поселение Петровское     | рп Петровское          | 156                           | ↘10 557          | 948,00        |                      |                   |                            |                   |   |         |       |
| Фатьяновский сельский округ              | д. Чепорово            | сельское поселение Петровское     | рп Петровское          | 156                           | ↘10 557          | 948,00        |                      |                   |                            |                   |   |         |       |
| рп Поречье-Рыбное                        | рп Поречье-Рыбное      | сельское поселение Поречье-Рыбное | рп Поречье-Рыбное      | 15                            | ↘1825            | 158,28        |                      |                   |                            |                   |   |         |       |
| Поречский сельский округ                 | рп Поречье-Рыбное      | сельское поселение Поречье-Рыбное | рп Поречье-Рыбное      | 15                            | ↘1825            | 158,28        |                      |                   |                            |                   |   |         |       |
| рп Семибратово                           | рп Семибратово         | сельское поселение Семибратово    | рп Семибратово         | 79                            | ↘11 997          | 608,12        |                      |                   |                            |                   |   |         |       |
| Мосейцевский сельский округ              | с. Мосейцево           | сельское поселение Семибратово    | рп Семибратово         | 79                            | ↘11 997          | 608,12        |                      |                   |                            |                   |   |         |       |
| Ново-Никольский сельский округ           | с. Ново-Никольское     | сельское поселение Семибратово    | рп Семибратово         | 79                            | ↘11 997          | 608,12        |                      |                   |                            |                   |   |         |       |
| Семибратовский сельский округ            | рп Семибратово         | сельское поселение Семибратово    | рп Семибратово         | 79                            | ↘11 997          | 608,12        |                      |                   |                            |                   |   |         |       |
| Сулостский сельский округ                | с. Сулость             | сельское поселение Семибратово    | рп Семибратово         | 79                            | ↘11 997          | 608,12        |                      |                   |                            |                   |   |         |       |
| Татищевский сельский округ               | с. Татищев Погост      | сельское поселение Семибратово    | рп Семибратово         | 79                            | ↘11 997          | 608,12        |                      |                   |                            |                   |   |         |       |
| Угодичский сельский округ                | с. Угодичи             | сельское поселение Семибратово    | рп Семибратово         | 79                            | ↘11 997          | 608,12        |                      |                   |                            |                   |   |         |       |

## Населённые пункты
В Ростовском районе с райцентром всего насчитывается 308 населённых пунктов, в том числе 5 городских населённых пунктов (среди которых один город и 4 рабочих посёлка) и 303 сельских населённых пункта.
| №   | Населённый пункт            | Тип                 | Население (чел.) | Сельский округ  | Сельское поселение |
| --- | --------------------------- | ------------------- | ---------------- | --------------- | ------------------ |
| 1   | Ростов Великий              | город               | ↘27 298          |                 |                    |
| 2   | Ишня                        | рабочий посёлок     | ↘2733            |                 | Ишня               |
| 3   | Петровское                  | рабочий посёлок     | ↘4478            |                 | Петровское         |
| 4   | Поречье-Рыбное              | рабочий посёлок     | ↘1447            |                 | Поречье-Рыбное     |
| 5   | Семибратово                 | рабочий посёлок     | ↘6511            |                 | Семибратово        |
| 6   | Аксенково                   | деревня             | 2                | Карашский       | Петровское         |
| 7   | Алевайцино                  | село                | ↘7               | Шурскольский    | Ишня               |
| 8   | Алешино                     | деревня             | ↘0               | Любилковский    | Петровское         |
| 9   | Алёшково                    | село                | ↘6               | Шурскольский    | Ишня               |
| 10  | Андреевское                 | деревня             | ↘0               | Любилковский    | Петровское         |
| 11  | Андронеж                    | деревня             | ↘3               | Любилковский    | Петровское         |
| 12  | Анциферово                  | деревня             | →0               | Шурскольский    | Ишня               |
| 13  | Астрюково                   | деревня             | ↘3               | Любилковский    | Петровское         |
| 14  | Бабино                      | деревня             | →0               | Фатьяновский    | Петровское         |
| 15  | Бабки                       | деревня             | ↗26              | Шугорский       | Ишня               |
| 16  | Бакланово                   | деревня             | ↘1               | Ново-Никольский | Семибратово        |
| 17  | Баскач                      | деревня             | →2               | Перовский       | Петровское         |
| 18  | Бахматово                   | деревня             | ↘3               | Савинский       | Ишня               |
| 19  | Башкино                     | деревня             | ↘28              | Перовский       | Петровское         |
| 20  | Безменцево                  | деревня             | ↗5               | Татищевский     | Семибратово        |
| 21  | Беклемишево                 | посёлок ж/д станции | ↘181             | Итларский       | Петровское         |
| 22  | Белогостицы                 | село                | ↘828             | Сулостский      | Семибратово        |
| 23  | Бикань                      | деревня             | →0               | Любилковский    | Петровское         |
| 24  | Биричево                    | деревня             | ↗2               | Мосейцевский    | Семибратово        |
| 25  | Благовещенская Гора         | село                | ↗8               | Угодичский      | Семибратово        |
| 26  | Богородское                 | деревня             | ↘6               | Дмитриановский  | Петровское         |
| 27  | Богослов                    | село                | ↘7               | Шугорский       | Ишня               |
| 28  | Бологово                    | деревня             | →2               | Никольский      | Петровское         |
| 29  | Болотово                    | деревня             | ↘6               | Никольский      | Петровское         |
| 30  | Большая Шугорь              | село                | ↘104             | Шугорский       | Ишня               |
| 31  | Борисовское                 | деревня             | ↘31              | Сулостский      | Семибратово        |
| 32  | Боровицы                    | село                | ↘6               | Никольский      | Петровское         |
| 33  | Бородино                    | деревня             | ↗17              | Савинский       | Ишня               |
| 34  | Борушка                     | деревня             | ↘2               | Карашский       | Петровское         |
| 35  | Будилово                    | деревня             | →0               | Перовский       | Петровское         |
| 36  | Буково                      | деревня             | ↗4               | Итларский       | Петровское         |
| 37  | Булатово                    | деревня             | ↗7               | Перовский       | Петровское         |
| 38  | Бурчаково                   | деревня             | ↘0               | Перовский       | Петровское         |
| 39  | Василево                    | деревня             | ↘140             | Савинский       | Ишня               |
| 40  | Васильково                  | село                | ↘580             | Сулостский      | Семибратово        |
| 41  | Вахрушево                   | деревня             | ↘743             | Ново-Никольский | Семибратово        |
| 42  | Вексицы                     | село                | ↘2               | Поречский       | Поречье-Рыбное     |
| 43  | Вепрева Пустынь             | село                | ↗8               | Любилковский    | Петровское         |
| 44  | Власьково                   | деревня             | ↗1               | Шурскольский    | Ишня               |
| 45  | Воиновы Горки               | деревня             | ↗5               | Перовский       | Петровское         |
| 46  | Воржа                       | село                | ↘161             | Угодичский      | Семибратово        |
| 47  | Воробылово                  | деревня             | ↘5               | Угодичский      | Семибратово        |
| 48  | Воронино                    | село                | ↘41              | Дмитриановский  | Петровское         |
| 49  | Ворсница                    | деревня             | ↘0               | Мосейцевский    | Семибратово        |
| 50  | Выползово                   | деревня             | ↘0               | Сулостский      | Семибратово        |
| 51  | Высоково                    | деревня             | ↘7               | Мосейцевский    | Семибратово        |
| 52  | Гаврилково                  | деревня             | ↘12              | Татищевский     | Семибратово        |
| 53  | Галахово                    | деревня             | ↘46              | Любилковский    | Петровское         |
| 54  | Гвоздево                    | село                | ↘11              | Ново-Никольский | Семибратово        |
| 55  | Глебово                     | деревня             | →1               | Татищевский     | Семибратово        |
| 56  | Годеново                    | село                | ↘5               | Перовский       | Петровское         |
| 57  | Голешево                    | деревня             | ↘11              | Никольский      | Петровское         |
| 58  | Головинское                 | деревня             | ↗20              | Ново-Никольский | Семибратово        |
| 59  | Гологузово                  | деревня             | →0               | Угодичский      | Семибратово        |
| 60  | Горбынино                   | деревня             | ↗7               | Фатьяновский    | Петровское         |
| 61  | Горбынино                   | деревня             | ↗3               | Шугорский       | Ишня               |
| 62  | Горки                       | деревня             | ↘0               | Любилковский    | Петровское         |
| 63  | Горки                       | деревня             | ↗19              | Карашский       | Петровское         |
| 64  | Горный                      | посёлок             | ↘314             | Любилковский    | Петровское         |
| 65  | Григорово                   | деревня             | ↘13              | Карашский       | Петровское         |
| 66  | Григорово                   | деревня             | →0               | Поречский       | Поречье-Рыбное     |
| 67  | Григорьково                 | деревня             | ↘17              | Шугорский       | Ишня               |
| 68  | Губычево                    | деревня             | →8               | Никольский      | Петровское         |
| 69  | Гусарниково                 | деревня             | ↘1               | Перовский       | Петровское         |
| 70  | Дарцово                     | деревня             | ↘32              | Шугорский       | Ишня               |
| 71  | Деболовская                 | посёлок ж/д станции | ↘12              | Никольский      | Петровское         |
| 72  | Деболовское                 | село                | ↘105             | Никольский      | Петровское         |
| 73  | Дементьево                  | деревня             | ↘0               | Никольский      | Петровское         |
| 74  | Демьянское                  | деревня             | →7               | Перовский       | Петровское         |
| 75  | Демьяны                     | село                | ↘4               | Шугорский       | Ишня               |
| 76  | Деревни                     | село                | ↘116             | Никольский      | Петровское         |
| 77  | Дертники                    | деревня             | ↘82              | Любилковский    | Петровское         |
| 78  | Детского санатория «Итларь» | посёлок             | ↘113             | Итларский       | Петровское         |
| 79  | Дмитриановское              | село                | ↘362             | Дмитриановский  | Петровское         |
| 80  | Дубник                      | деревня             | ↘29              | Шурскольский    | Ишня               |
| 81  | Дуброво                     | деревня             | ↘73              | Дмитриановский  | Петровское         |
| 82  | Дуброво                     | деревня             | ↘8               | Савинский       | Ишня               |
| 83  | Дуброво                     | деревня             | ↘21              | Сулостский      | Семибратово        |
| 84  | Дунилово                    | деревня             | ↘6               | Шугорский       | Ишня               |
| 85  | Душилово                    | деревня             | →0               | Никольский      | Петровское         |
| 86  | Душилово                    | деревня             | →9               | Фатьяновский    | Петровское         |
| 87  | Еремейцево                  | деревня             | ↘199             | Карашский       | Петровское         |
| 88  | Ершники                     | деревня             | ↘5               | Фатьяновский    | Петровское         |
| 89  | Жоглово                     | деревня             | ↘94              | Шурскольский    | Ишня               |
| 90  | Заводской                   | посёлок             | →0               | Любилковский    | Петровское         |
| 91  | Заиренье                    | деревня             | ↘3               | Никольский      | Петровское         |
| 92  | Заозерье                    | деревня             | ↘81              | Итларский       | Петровское         |
| 93  | Заречный                    | посёлок             | ↘78              | Любилковский    | Петровское         |
| 94  | Заречье                     | деревня             | →0               | Перовский       | Петровское         |
| 95  | Заречье                     | деревня             | ↘10              | Фатьяновский    | Петровское         |
| 96  | Заречье                     | деревня             | →0               | Ново-Никольский | Семибратово        |
| 97  | Заречье                     | деревня             | ↗3               | Угодичский      | Семибратово        |
| 98  | Захарово                    | деревня             | ↘43              | Перовский       | Петровское         |
| 99  | Зверинец                    | село                | ↘5               | Шурскольский    | Ишня               |
| 100 | Звягино                     | деревня             | →0               | Поречский       | Поречье-Рыбное     |
| 101 | Зиновьево                   | деревня             | ↘10              | Никольский      | Петровское         |
| 102 | Ивакино                     | село                | ↗8               | Шугорский       | Ишня               |
| 103 | Иваново                     | деревня             | ↘11              | Фатьяновский    | Петровское         |
| 104 | Ивановское                  | деревня             | ↘0               | Шугорский       | Ишня               |
| 105 | Ивашево                     | деревня             | ↘1               | Шугорский       | Ишня               |
| 106 | Ивашково                    | село                | →0               | Татищевский     | Семибратово        |
| 107 | Инеры                       | деревня             | →0               | Поречский       | Поречье-Рыбное     |
| 108 | Исаково                     | деревня             | ↘6               | Мосейцевский    | Семибратово        |
| 109 | Итларь                      | деревня             | ↘166             | Итларский       | Петровское         |
| 110 | Итларь                      | посёлок ж/д станции | ↘21              | Итларский       | Петровское         |
| 111 | Казарка                     | деревня             | ↘0               | Шурскольский    | Ишня               |
| 112 | Каликино                    | село                | →2               | Мосейцевский    | Семибратово        |
| 113 | Калинино                    | деревня             | →3               | Фатьяновский    | Петровское         |
| 114 | Калистово                   | деревня             | ↘11              | Фатьяновский    | Петровское         |
| 115 | Кандитово                   | деревня             | ↘9               | Ново-Никольский | Семибратово        |
| 116 | Караваево                   | деревня             | ↘14              | Поречский       | Поречье-Рыбное     |
| 117 | Карагачево                  | деревня             | ↘23              | Дмитриановский  | Петровское         |
| 118 | Караш                       | село                | ↘454             | Карашский       | Петровское         |
| 119 | Каюрово                     | деревня             | ↘19              | Любилковский    | Петровское         |
| 120 | Кильгино                    | деревня             | ↘7               | Итларский       | Петровское         |
| 121 | Кладовицы                   | деревня             | ↘42              | Ново-Никольский | Семибратово        |
| 122 | Климатино                   | село                | ↘290             | Поречский       | Поречье-Рыбное     |
| 123 | Кобяково                    | деревня             | →2               | Татищевский     | Семибратово        |
| 124 | Козлово                     | деревня             | ↘72              | Ново-Никольский | Семибратово        |
| 125 | Козохово                    | село                | ↗9               | Поречский       | Поречье-Рыбное     |
| 126 | Коленово                    | деревня             | ↘569             | Любилковский    | Петровское         |
| 127 | Конюково                    | деревня             | ↘7               | Итларский       | Петровское         |
| 128 | Конюково                    | деревня             | ↘3               | Любилковский    | Петровское         |
| 129 | Копорье                     | деревня             | ↘21              | Любилковский    | Петровское         |
| 130 | Кореево                     | деревня             | →0               | Фатьяновский    | Петровское         |
| 131 | Корытово                    | деревня             | ↗4               | Карашский       | Петровское         |
| 132 | Косорезово                  | деревня             | →0               | Карашский       | Петровское         |
| 133 | Красново                    | деревня             | ↘8               | Мосейцевский    | Семибратово        |
| 134 | Краснораменье               | село                | ↘6               | Фатьяновский    | Петровское         |
| 135 | Крутой Овраг                | деревня             | ↘0               | Ново-Никольский | Семибратово        |
| 136 | Крячково                    | деревня             | ↘9               | Фатьяновский    | Петровское         |
| 137 | Кураково                    | деревня             | →2               | Никольский      | Петровское         |
| 138 | Курбаки                     | деревня             | ↘1               | Ново-Никольский | Семибратово        |
| 139 | Кустерь                     | деревня             | ↘6               | Шурскольский    | Ишня               |
| 140 | Лазарево                    | деревня             | ↘104             | Фатьяновский    | Петровское         |
| 141 | Лазарцево                   | село                | ↘385             | Угодичский      | Семибратово        |
| 142 | Левина Гора                 | деревня             | ↘34              | Никольский      | Петровское         |
| 143 | Левково                     | деревня             | ↘22              | Семибратовский  | Семибратово        |
| 144 | Лесной                      | посёлок             | ↘481             | Любилковский    | Петровское         |
| 145 | Ликино                      | деревня             | ↘7               | Дмитриановский  | Петровское         |
| 146 | Липовка                     | деревня             | ↘4               | Поречский       | Поречье-Рыбное     |
| 147 | Ловцы                       | деревня             | ↘4               | Любилковский    | Петровское         |
| 148 | Ломы                        | деревня             | ↗1               | Шурскольский    | Ишня               |
| 149 | Ломы                        | деревня             | ↘34              | Ново-Никольский | Семибратово        |
| 150 | Львы                        | село                | ↘68              | Шурскольский    | Ишня               |
| 151 | Любилки                     | село                | ↘176             | Любилковский    | Петровское         |
| 152 | Любильцево                  | деревня             | ↗3               | Итларский       | Петровское         |
| 153 | Макарово                    | село                | ↘118             | Ново-Никольский | Семибратово        |
| 154 | Максимовицы                 | деревня             | ↘4               | Шугорский       | Ишня               |
| 155 | Малая Шугорь                | село                | ↗31              | Шугорский       | Ишня               |
| 156 | Малиновка                   | деревня             | ↘25              | Любилковский    | Петровское         |
| 157 | Малитино                    | деревня             | →1               | Ново-Никольский | Семибратово        |
| 158 | Маргасово                   | деревня             | ↘26              | Никольский      | Петровское         |
| 159 | Марково                     | село                | ↘380             | Савинский       | Ишня               |
| 160 | Матвеевское                 | село                | →3               | Никольский      | Петровское         |
| 161 | Маурино                     | деревня             | ↘1               | Любилковский    | Петровское         |
| 162 | Медведево                   | деревня             | ↘1               | Фатьяновский    | Петровское         |
| 163 | Меленки                     | деревня             | ↘5               | Сулостский      | Семибратово        |
| 164 | Мирославка                  | деревня             | ↘7               | Мосейцевский    | Семибратово        |
| 165 | Михайловское                | деревня             | ↘45              | Никольский      | Петровское         |
| 166 | Мосейцево                   | село                | ↘208             | Мосейцевский    | Семибратово        |
| 167 | Муравейка                   | деревня             | ↗1               | Фатьяновский    | Петровское         |
| 168 | Мятежево                    | деревня             | ↗22              | Шугорский       | Ишня               |
| 169 | Нагая Слобода               | деревня             | ↘0               | Фатьяновский    | Петровское         |
| 170 | Нажеровка                   | деревня             | ↘45              | Сулостский      | Семибратово        |
| 171 | Назарьево                   | деревня             | →2               | Татищевский     | Семибратово        |
| 172 | Низово                      | деревня             | ↘0               | Савинский       | Ишня               |
| 173 | Никитино-Барское            | деревня             | ↘1               | Любилковский    | Петровское         |
| 174 | Никитино-Троицкое           | деревня             | ↘11              | Любилковский    | Петровское         |
| 175 | Никово                      | деревня             | ↗13              | Шугорский       | Ишня               |
| 176 | Николо-Перевоз              | село                | ↘12              | Сулостский      | Семибратово        |
| 177 | Никольское                  | село                | ↘309             | Никольский      | Петровское         |
| 178 | Никоново                    | село                | →0               | Мосейцевский    | Семибратово        |
| 179 | Новая Деревенька            | деревня             | →2               | Поречский       | Поречье-Рыбное     |
| 180 | Ново                        | деревня             | ↘10              | Поречский       | Поречье-Рыбное     |
| 181 | Ново                        | деревня             | ↘2               | Татищевский     | Семибратово        |
| 182 | Ново-Иваново                | деревня             | ↘2               | Мосейцевский    | Семибратово        |
| 183 | Новолесное                  | деревня             | ↘1               | Фатьяновский    | Петровское         |
| 184 | Ново-Никольское             | село                | ↘961             | Ново-Никольский | Семибратово        |
| 185 | Новоселка                   | деревня             | ↘8               | Никольский      | Петровское         |
| 186 | Новоселка                   | деревня             | ↘17              | Перовский       | Петровское         |
| 187 | Новоселка                   | село                | ↗52              | Фатьяновский    | Петровское         |
| 188 | Новоселка                   | деревня             | ↘26              | Ново-Никольский | Семибратово        |
| 189 | Новоселка                   | деревня             | ↘34              | Угодичский      | Семибратово        |
| 190 | Новотроицкое                | село                | ↘19              | Фатьяновский    | Петровское         |
| 191 | Няньково                    | деревня             | ↘6               | Никольский      | Петровское         |
| 192 | Огарево                     | деревня             | ↘41              | Поречский       | Поречье-Рыбное     |
| 193 | Олебино                     | деревня             | →0               | Татищевский     | Семибратово        |
| 194 | Осиновицы                   | деревня             | ↘10              | Савинский       | Ишня               |
| 195 | Осминино                    | деревня             | ↘11              | Карашский       | Петровское         |
| 196 | Осник                       | деревня             | ↘21              | Карашский       | Петровское         |
| 197 | Осоево                      | деревня             | →0               | Перовский       | Петровское         |
| 198 | Осокино                     | деревня             | ↘7               | Любилковский    | Петровское         |
| 199 | Остеево                     | деревня             | ↘24              | Итларский       | Петровское         |
| 200 | Остров                      | деревня             | ↘0               | Татищевский     | Семибратово        |
| 201 | Павлова Гора                | посёлок             | ↘148             | Любилковский    | Петровское         |
| 202 | Павловское                  | село                | ↘16              | Любилковский    | Петровское         |
| 203 | Паздерино                   | деревня             | →0               | Поречский       | Поречье-Рыбное     |
| 204 | Пашино                      | деревня             | ↘2               | Шурскольский    | Ишня               |
| 205 | Первитино                   | село                | ↗14              | Любилковский    | Петровское         |
| 206 | Перевозново                 | деревня             | ↘3               | Савинский       | Ишня               |
| 207 | Перетрясово                 | деревня             | ↘5               | Фатьяновский    | Петровское         |
| 208 | Перечки                     | деревня             | →0               | Мосейцевский    | Семибратово        |
| 209 | Перово                      | деревня             | ↘161             | Перовский       | Петровское         |
| 210 | Песочное                    | село                | ↘26              | Шурскольский    | Ишня               |
| 211 | Петрушино                   | деревня             | ↘5               | Сулостский      | Семибратово        |
| 212 | Побычево                    | деревня             | ↗7               | Карашский       | Петровское         |
| 213 | Погорелово                  | село                | ↘22              | Мосейцевский    | Семибратово        |
| 214 | Подберезье                  | деревня             | ↘12              | Шугорский       | Ишня               |
| 215 | Поддубное                   | деревня             | ↘0               | Татищевский     | Семибратово        |
| 216 | Поддыбье                    | деревня             | ↘75              | Шугорский       | Ишня               |
| 217 | Подлесново                  | село                | ↘16              | Никольский      | Петровское         |
| 218 | Поклоны                     | село                | ↗2               | Шурскольский    | Ишня               |
| 219 | Покров                      | деревня             | ↘33              | Итларский       | Петровское         |
| 220 | Полежаево                   | деревня             | ↗29              | Ново-Никольский | Семибратово        |
| 221 | Полянки                     | село                | ↘18              | Татищевский     | Семибратово        |
| 222 | Пореево                     | деревня             | ↘0               | Карашский       | Петровское         |
| 223 | Пречистое                   | село                | ↘8               | Итларский       | Петровское         |
| 224 | Приимково                   | село                | ↘0               | Ново-Никольский | Семибратово        |
| 225 | Приозёрный                  | посёлок             | ↘69              | Перовский       | Петровское         |
| 226 | Пужбол                      | село                | ↘95              | Шурскольский    | Ишня               |
| 227 | Разлив                      | деревня             | →0               | Мосейцевский    | Семибратово        |
| 228 | Рельцы                      | деревня             | →1               | Шугорский       | Ишня               |
| 229 | Романцево                   | деревня             | →0               | Любилковский    | Петровское         |
| 230 | Рославлево                  | село                | →0               | Фатьяновский    | Петровское         |
| 231 | Рухлево                     | деревня             | →9               | Любилковский    | Петровское         |
| 232 | Рылово                      | деревня             | ↗36              | Татищевский     | Семибратово        |
| 233 | Рюмниково                   | деревня             | ↘6               | Перовский       | Петровское         |
| 234 | Савино                      | деревня             | ↘0               | Фатьяновский    | Петровское         |
| 235 | Савинское                   | село                | ↘41              | Савинский       | Ишня               |
| 236 | Сажино                      | деревня             | →0               | Шугорский       | Ишня               |
| 237 | Сельцо                      | село                | ↘70              | Сулостский      | Семибратово        |
| 238 | Семенково                   | деревня             | ↗10              | Карашский       | Петровское         |
| 239 | Семёновское                 | деревня             | →14              | Ново-Никольский | Семибратово        |
| 240 | Сидорково                   | деревня             | ↘1               | Шугорский       | Ишня               |
| 241 | Сильницы                    | деревня             | ↘5               | Любилковский    | Петровское         |
| 242 | Скнятиново                  | село                | ↘297             | Никольский      | Петровское         |
| 243 | Скнятиново                  | село                | ↗1               | Угодичский      | Семибратово        |
| 244 | Скородумово                 | деревня             | →0               | Мосейцевский    | Семибратово        |
| 245 | Смыково                     | деревня             | ↘7               | Перовский       | Петровское         |
| 246 | Согило                      | деревня             | ↘6               | Шугорский       | Ишня               |
| 247 | Соколово                    | деревня             | ↘4               | Дмитриановский  | Петровское         |
| 248 | Солнечный                   | посёлок             | ↘13              | Любилковский    | Петровское         |
| 249 | Солонино                    | деревня             | ↗2               | Савинский       | Ишня               |
| 250 | Солоть                      | деревня             | ↘7               | Любилковский    | Петровское         |
| 251 | Сорокино                    | деревня             | ↘2               | Дмитриановский  | Петровское         |
| 252 | Сорокино                    | деревня             | ↗3               | Карашский       | Петровское         |
| 253 | Сорокино                    | деревня             | ↘4               | Никольский      | Петровское         |
| 254 | Спас-Смердино               | село                | ↗51              | Фатьяновский    | Петровское         |
| 255 | Спирцово                    | деревня             | ↘0               | Савинский       | Ишня               |
| 256 | Старово                     | деревня             | ↘5               | Итларский       | Петровское         |
| 257 | Стрелы                      | деревня             | ↘36              | Сулостский      | Семибратово        |
| 258 | Строганово                  | деревня             | ↘0               | Савинский       | Ишня               |
| 259 | Судино                      | деревня             | ↘550             | Шугорский       | Ишня               |
| 260 | Сулость                     | село                | ↘142             | Сулостский      | Семибратово        |
| 261 | Сумароково                  | деревня             | →3               | Фатьяновский    | Петровское         |
| 262 | Талицы                      | село                | →0               | Никольский      | Петровское         |
| 263 | Тарасово                    | деревня             | ↘4               | Фатьяновский    | Петровское         |
| 264 | Татищев Погост              | село                | ↘436             | Татищевский     | Семибратово        |
| 265 | Твердино                    | деревня             | ↘6               | Поречский       | Поречье-Рыбное     |
| 266 | Тереньково                  | деревня             | ↘18              | Фатьяновский    | Петровское         |
| 267 | Теханово                    | деревня             | ↘74              | Никольский      | Петровское         |
| 268 | Токарево                    | деревня             | →0               | Карашский       | Петровское         |
| 269 | Троица-Нарядово             | село                | ↘2               | Фатьяновский    | Петровское         |
| 270 | Тряслово                    | деревня             | ↘9               | Угодичский      | Семибратово        |
| 271 | Турово                      | деревня             | ↘23              | Дмитриановский  | Петровское         |
| 272 | Уваиха                      | деревня             | ↘0               | Шугорский       | Ишня               |
| 273 | Угодичи                     | село                | ↘611             | Угодичский      | Семибратово        |
| 274 | Угреша                      | деревня             | →0               | Татищевский     | Семибратово        |
| 275 | Уставское                   | деревня             | ↘2               | Фатьяновский    | Петровское         |
| 276 | Уткино                      | деревня             | ↗18              | Угодичский      | Семибратово        |
| 277 | Ушаково                     | деревня             | →1               | Ново-Никольский | Семибратово        |
| 278 | Фатьяново                   | село                | ↘20              | Фатьяновский    | Петровское         |
| 279 | Федорково                   | деревня             | →4               | Фатьяновский    | Петровское         |
| 280 | Федоровское                 | деревня             | ↘5               | Мосейцевский    | Семибратово        |
| 281 | Филимоново                  | деревня             | ↗33              | Никольский      | Петровское         |
| 282 | Филимоново                  | село                | ↘24              | Фатьяновский    | Петровское         |
| 283 | Филимоново                  | село                | ↘18              | Поречский       | Поречье-Рыбное     |
| 284 | Филиппова Гора              | село                | →0               | Угодичский      | Семибратово        |
| 285 | Филяево                     | деревня             | ↘38              | Дмитриановский  | Петровское         |
| 286 | Фрольцово                   | деревня             | ↘0               | Дмитриановский  | Петровское         |
| 287 | Халдеево                    | село                | ↗4               | Татищевский     | Семибратово        |
| 288 | Хмельники                   | посёлок             | ↘519             | Перовский       | Петровское         |
| 289 | Хожино                      | деревня             | →32              | Сулостский      | Семибратово        |
| 290 | Хонятино                    | деревня             | ↗27              | Шугорский       | Ишня               |
| 291 | Чашницы                     | деревня             | ↘5               | Карашский       | Петровское         |
| 292 | Чепорово                    | деревня             | ↘122             | Фатьяновский    | Петровское         |
| 293 | Черемошник                  | деревня             | →0               | Шурскольский    | Ишня               |
| 294 | Чупрониха                   | деревня             | ↗7               | Шугорский       | Ишня               |
| 295 | Чуфарово                    | село                | ↘28              | Дмитриановский  | Петровское         |
| 296 | Шестаково                   | село                | →0               | Угодичский      | Семибратово        |
| 297 | Шишково                     | деревня             | ↗6               | Никольский      | Петровское         |
| 298 | Шулец                       | село                | →45              | Шугорский       | Ишня               |
| 299 | Шумилово                    | деревня             | ↘29              | Дмитриановский  | Петровское         |
| 300 | Шурскол                     | село                | ↘2123            | Шурскольский    | Ишня               |
| 301 | Щипачево                    | деревня             | ↘1               | Карашский       | Петровское         |
| 302 | Щипачево                    | деревня             | ↗7               | Перовский       | Петровское         |
| 303 | Южный                       | посёлок             | ↘1               | Любилковский    | Петровское         |
| 304 | Юрьевская Слобода           | деревня             | ↗105             | Шугорский       | Ишня               |
| 305 | Юрьевское                   | деревня             | ↗10              | Карашский       | Петровское         |
| 306 | Юрьевское                   | село                | ↘3               | Сулостский      | Семибратово        |
| 307 | Якимовское                  | село                | ↘77              | Угодичский      | Семибратово        |
| 308 | Яковково                    | деревня             | ↘6               | Итларский       | Петровское         |

## Руководители
Глава района и председатель думы района — Владимир Михайлович Гончаров, глава администрации района («сити-менеджер», что является экспериментом для области) — Вячеслав Геннадьевич Кузнецов.

## Экономика
В 2009 году общий оборот продукции на предприятиях района составил 10 156,6 млн.руб. Средняя заработная плата составила 13 647 руб.

### Промышленность
В Ростовском районе действуют предприятия по производству приборов ночного виденья, производства экологического машиностроения (ФИНГО, СФ НИИОГАЗ), пищевой промышленности (Атрус, Поречский КЗ). При этом все предприятия приборостроения и машиностроения располагаются только в двух населённых пунктах — Ростове и Семибратове.

### Транспорт
Через район проходят автодорога федерального значения М8 «Холмогоры» Москва — Ярославль — Вологда — Архангельск и железнодорожная магистраль Москва — Владивосток.

## Достопримечательности
- Ростовский кремль
- Гимназия имена А. Л. Кекина в Ростове
- Деревянная церковь Иоанна Богослова-на-Ишне
- Колокольня церкви вмч. Никиты в пос. Поречье-Рыбное — самая высокая сельская колокольня России — 82 м.
- Гостиный и Мытной дворы
- Мужская гимназия
- Торговые ряды

Монастыри:
- Авраамиев Богоявленский монастырь
- Борисоглебский монастырь
- Петровский монастырь
- Рождественский монастырь
- Спасо-Яковлевский Димитриев монастырь
- Троице-Сергиев Варницкий монастырь — родина Сергия Радонежского
- Белогостицкий монастырь — был расположен в селе Белогостицы, основан в начале XV века. Сохранились остатки стен церкви Архистратига Божия Михаила и комплекс Георгиевской церкви с трапезной[37].

## Археология
На территории Ростовского района найдены могильники фатьяновской культуры: Карашский, Халдеевский, Пужбольский, Осокинский, Ильинский, Коркинский и др.
Рядом с селом Шурскол в разные времена между VII и XVI вв. располагались 5 селищ древнего племени меря (подробнее см. здесь). При раскопках этих селищ археологами были найдены керамика, орудия труда, бытовые предметы, оружие и украшения: ножи, шилья, пряслица (приспособления для прядения без веретена, самопрялка), наконечники стрел. Также были найдены различные поделки из кости и рога, что говорит о существовании косторезного ремесла.
В 1836 году при устройстве Ярославского шоссе в двух верстах от селом Никольское при реке Устье близ Белогостицкого монастыря был найден клад в горшке, состоявший из нескольких сотен монет и серебряных украшений.
В 1908 году И. С. Абрамов раскопал девять курганов в 5 км к востоку от Большого Тимерёва в могильнике у деревни Петровское. Материалы Петровского могильника оказались аналогичны материалам Тимерёвского могильника, но погребальный инвентарь был заметно беднее. По заключению М. В. Фехнер, Петровское курганное кладбище возникло на рубеже IX—X веков.

## Внешние связи

### Города-побратимы
Города, заключившие договор о сотрудничестве с Ростовским муниципальным районом:
- Холмферт[англ.], графство Уэст-Йоркшир, Англия, Королевство Великобритания (2006);
- Обзор, Болгария (2006);
- Бейкоз, Турция;
- Идштайн, земля Гессен, Германия;
- Мельзунген, земля Гессен, Германия;
- Фельсберг, земля Гессен, Германия;
- Нойвид, земля Рейнланд-Пфальц, Германия;
- Ванген-им-Алльгой, земля Баден-Вюртемберг, Германия;
- Косфельд, земля Северный Рейн-Вестфалия, Германия;
- регион Шладминг-Дахштайн (см. Шладминг, Дахштайн), Австрия (2009).